# Amori e amicizie
Amori e amicizie (Passion Fish) è un film di John Sayles del 1992.

## Trama
May-Alice Culhane, attrice di soap-opera, torna in Louisiana dopo un incidente che l'ha ridotta su una carrozzella, e si ritrova a cambiare frequentemente infermiera per il suo pessimo carattere, fino a quando arriva Chantelle, una ragazza ex cocainomane, che con lei riesce ad instaurare un rapporto speciale.

## Riconoscimenti
- 1993 - Premio Oscar
  - Nomination Miglior attrice protagonista a Mary McDonnell
  - Nomination Migliore sceneggiatura originale a John Sayles
- 1993 - Golden Globe
  - Nomination Miglior attrice in un film drammatico a Mary McDonnell
  - Nomination Miglior attrice non protagonista a Alfre Woodard
- 1993 - Independent Spirit Awards
  - Miglior attrice non protagonista a Alfre Woodard
  - Nomination Miglior attore non protagonista a David Strathairn